# Jindo Engine
Jindo Engine is een game-engine die gemaakt is door Dream Execution (een Koreaans bedrijf), de ontwikkeling van deze game-engine is begonnen in 2001 en in 2004 zou de ontwikkeling afgerond zijn.

## Het begin
In 2001 werd Dream Execution bevestigd dat Jindo Engine 1.0 in de ontwerpfase was. Later zijn ze begonnen met een spel genaamd Bomb Game te ontwerpen, het is echter niet duidelijk of dit spel met Jindo Engine gemaakt zou zijn. In 2004 werd er aangekondigd dat het ontwerpen van Jindo Engine ten einde was gekomen.

## Niet populair
Jindo Engine is echter minder populair dan Unreal Engine of Source engine. Dat komt doordat Jindo Engine is gemaakt door een Koreaans bedrijf. Omdat de engine al voor 2001 ontwikkeld werd is het wel mogelijk om op oudere computers de games die met deze engine gemaakt zijn te gebruiken.

## War Rock
De first-person multiplayer game War Rock is de bekendste en mogelijk de enige game die nu op Jindo Engine draait omdat het op oudere computers gespeeld kan worden.

## Eigen Map Editor
Omdat Jindo Engine gebruikt kan worden als een engine voor first-person shooters heeft Dream Execution er een speciale map editor voor gemaakt.